# 11. Kongress der Vereinigten Staaten
Der 11. Kongress der Vereinigten Staaten, bestehend aus dem Repräsentantenhaus und dem Senat, war die Legislative der Vereinigten Staaten. Seine Legislaturperiode dauerte vom 4. März 1809 bis zum 4. März 1811. Alle Abgeordneten des Repräsentantenhauses sowie ein Drittel der Senatoren (Klasse I) waren im Jahr 1808 bei den Kongresswahlen gewählt worden. Dabei ergab sich in beiden Kammern eine Mehrheit für die Demokratisch-Republikanische Partei. Der Kongress tagte in der amerikanischen Bundeshauptstadt Washington, D.C. Die Vereinigten Staaten bestanden damals aus 17 Bundesstaaten. Präsident war James Madison. Die Sitzverteilung im Repräsentantenhaus basierte auf der Volkszählung von 1800.

## Wichtige Ereignisse
Siehe auch 1809 1810 und 1811
- 4. März 1809: Beginn der Legislaturperiode des 11. Kongresses. Gleichzeitig wird der ebenfalls im Jahr 1808 gewählte James Madison in sein neues Amt als US-Präsident eingeführt. Er löst Thomas Jefferson ab.
- 23. Juni 1810: Johann Jakob Astor gründet die Pacific Fur Company.
- 23. September 1810: Westflorida erklärt seine Unabhängigkeit von Spanien. Am 27. Oktober wird das Gebiet in die Vereinigten Staaten integriert.
- 1810: Bei den Kongresswahlen verteidigt die Demokratisch-Republikanische Partei ihre Mehrheit in beiden Kammern.
- 1810: Das erste Dampfboot befährt den Ohio River.

## Die wichtigsten Gesetze
In den Sitzungsperioden des 11. Kongresses wurde unter anderem folgendes Bundesgesetze verabschiedet (siehe auch: Gesetzgebungsverfahren):
- 1. Mai 1810: Macon’s Bill Number 2

## Zusammensetzung nach Parteien

### Senat
- Demokratisch-Republikanische Partei: 27
- Föderalistische Partei: 7
- Sonstige: 0
- Vakant: 0

Gesamt: 34 Stand am Ende der Legislaturperiode

### Repräsentantenhaus
- Demokratisch-Republikanische Partei: 92
- Föderalistische Partei: 50
- Sonstige: 0
- Vakant: 0

Gesamt: 142 Stand am Ende der Legislaturperiode
Außerdem gab es noch drei nicht stimmberechtigte Kongressdelegierte.

## Amtsträger

### Senat
- Präsident des Senats: George Clinton (DR)
- Präsident pro tempore: Andrew Gregg (DR) bis zum 28. Februar 1810, dann John Gaillard bis zum 23. Februar 1811 und danach John Pope (DR)

### Repräsentantenhaus
- Sprecher des Repräsentantenhauses: Joseph Bradley Varnum (DR)

## Senatsmitglieder
Im elften Kongress vertraten folgende Senatoren ihre jeweiligen Bundesstaaten:
| Connecticut - 1. James Hillhouse (F) bis 10. Juli 1810 - Samuel W. Dana (F) ab dem 4. Dezember 1810 - 3. Chauncey Goodrich (F) Delaware - 1. Samuel White (F) bis zum 4. November 1809 - Outerbridge Horsey (F) ab dem 12. Januar 1810 - 2. James A. Bayard (F) Georgia - 2. William Harris Crawford (DR) - 3. John Milledge (DR) bis zum 14. November 1809 - Charles Tait (DR) ab dem 27. November 1809 Kentucky - 2. Buckner Thruston (DR) bis 11. Dezember 1809 - Henry Clay (DR) ab dem 4. November 1810 - 3. John Pope (DR) Maryland - 1. Samuel Smith (DR) - 3. Philip Reed (DR) Massachusetts - 1. James Lloyd (F) - 2. Timothy Pickering (F) New Hampshire - 2. Nicholas Gilman (DR) - 3. Nahum Parker (DR) bis zum 1. Juni 1810 - Charles Cutts (F) ab dem 21. Juni 1810 New Jersey - 1. John Lambert (DR) - 2. Aaron Kitchell (DR) bis 12. März 1809 - John Condit (DR) ab dem 21. März 1809 | New York - 1. Obadiah German (DR) - 3. John Smith (DR) North Carolina - 2. James Turner (DR) - 3. Jesse Franklin (DR) Ohio - 1. Return Meigs (DR) bis Dezember 1810 - Thomas Worthington (DR) ab dem 15. Dezember 1810 - 3. Stanley Griswold (DR) 18. Mai bis 11. Dezember 1809 - Alexander Campbell ab dem 11. Dezember 1809 Pennsylvania - 1. Michael Leib (DR) - 3. Andrew Gregg (DR) Rhode Island - 1. Francis Malbone (F) bis zum 4. Juni 1809 - Christopher G. Champlin (F) ab dem 26. Juni 1809 - 2. Elisha Mathewson (DR) South Carolina - 2. Thomas Sumter (DR) bis 16. Dezember 1810 - John Taylor ab dem 31. Dezember 1810 - 3. John Gaillard (DR) Tennessee - 1 Joseph Anderson (DR) - 2. Daniel Smith (DR) bis 31. März 1809 - Jenkin Whiteside (DR) ab dem 11. April 1809 Vermont - 1. Jonathan Robinson (DR) - 3. Stephen R. Bradley (DR) Virginia - 1. Richard Brent (DR) - 2. William Branch Giles (DR) |

## Mitglieder des Repräsentantenhauses
Folgende Kongressabgeordnete vertraten im elften Kongress die Interessen ihrer jeweiligen Bundesstaaten:
| Connecticut Alle Abgeordneten wurden staatsweit gewählt. - Epaphroditus Champion (F) - Samuel W. Dana (F) bis 10. Mai 1810 - Ebenezer Huntington (F) ab 11. Oktober 1810 - John Davenport (F) - Jonathan O. Moseley (F) - Timothy Pitkin (F) - Lewis B. Sturges (F) - Benjamin Tallmadge (F) Delaware - Nicholas Van Dyke (F) (Staatsweit gewählt) Georgia Alle Abgeordneten wurden staatsweit gewählt. - William Wyatt Bibb (DR) - Howell Cobb (DR) - Dennis Smelt (DR) - George Troup (DR) Kentucky Sechs Wahlbezirke - 1. Matthew Lyon (DR) - 2. Samuel McKee (DR) - 3. Henry Crist (DR) - 4. Richard Mentor Johnson (DR) - 5. Benjamin Howard (DR) bis 10. April 1810 - William T. Barry (DR) ab dem 8. August 1810 - 6. Joseph Desha (DR) Maryland Acht Wahlbezirke. Der Fünfte Wahlbezirk stellte zwei Abgeordnete. - 1. John Campbell (F) - 2. Archibald Van Horne (DR) - 3. Philip Barton Key (F) - 4. Roger Nelson (DR) bis 14. Mai 1810 - Samuel Ringgold (DR) ab dem 15. Oktober 1810 - 5. Alexander McKim (DR) - 5. Nicholas Ruxton Moore (DR) - 6. John Montgomery (DR) - 7. John Brown bis 1810, genaues Datum unbekannt - Robert Wright (DR) ab dem 29. November 1810 - 8. Charles Goldsborough (F) Massachusetts Siebzehn Wahlbezirke - 1. Josiah Quincy III (F) - 2. Benjamin Pickman (F) - 3. Edward St. Loe Livermore (F) - 4. Joseph Bradley Varnum (DR) - 5. William Ely (F) - 6. Samuel Taggart (F) - 7. William Baylies (F) bis zum 28. Juni 1809 - Charles Turner (DR) ab dem 28. Juni 1809 - 8. Gideon Gardner (DR) - 9. Laban Wheaton (F) - 10. Jabez Upham (F) bis 1810, genaues Datum unbekannt - Joseph Allen (F) ab dem 8. Oktober 1810 - 11. William Stedman (F) bis zum 16. Juli 1810 - Abijah Bigelow (F) ab dem 8. Oktober 1810 - 12. Ezekiel Bacon (DR) - 13. Ebenezer Seaver (DR) - 14. Richard Cutts (DR) - 15. Ezekiel Whitman (F) - 16. Orchard Cook (DR) - 17 Barzillai Gannett (DR) New Hampshire Alle Abgeordneten wurden staatsweit gewählt. - Daniel Blaisdell (F) - John Curtis Chamberlain (F) - William Hale (F) - Nathaniel Appleton Haven (F) - James Wilson (F) New Jersey Alle Abgeordneten wurden staatsweit gewählt. - Adam Boyd (DR) - James Cox (DR) bis 12. September 1810 - John A. Scudder (DR) ab dem 31. Oktober 1810 - William Helms (DR) - Thomas Newbold (DR) - Jacob Hufty (DR) - Henry Southard (DR) New York Fünfzehn Wahlbezirke. Der zweite und der sechste Wahlbezirk stellte jeweils zwei Abgeordnete. - 1. Ebenezer Sage (DR) - 2A. Gurdon S. Mumford (DR) - 2B. William Denning (DR) bis Ende April 1810 - Samuel Latham Mitchill (DR) ab dem 4. Dezember 1810 - 3. Jonathan Fisk (DR) - 4. James Emott (F) - 5. Barent Gardenier (F) - 6A. Herman Knickerbocker (F) - 6B. Robert Le Roy Livingston (F) - 7. Killian K. Van Rensselaer (F) - 8. John Thompson (DR) - 9. Thomas Sammons (DR) - 10. John Nicholson (DR) - 11. Thomas R. Gold (F) - 12. Erastus Root (DR) - 13. Uri Tracy (DR) - 14. Vincent Mathews (F) - 15. Peter Buell Porter (DR) | North Carolina Zwölf Wahlbezirke - 1. Lemuel Sawyer (DR) - 2. Willis Alston (DR) - 3. William Kennedy (DR) - 4. John Stanly (F) - 5. Thomas Kenan (DR) - 6. Nathaniel Macon (DR) - 7. Archibald McBryde (F) - 8. Richard Stanford (DR) - 9. James Cochran (DR) - 10. Joseph Pearson (F) - 11. James Holland (DR) - 12. Meshack Franklin (DR) Ohio - Jeremiah Morrow (DR) staatsweit gewählt Pennsylvania Elf Wahlkreise. Die ersten drei Wahlbezirke stellten drei Abgeordnete, der vierte zwei. Die restlichen je einen. - 1A. William Anderson (DR) - 1B John Porter (DR) - 1C. Benjamin Say (DR) bis Juni 1809 - Adam Seybert (DR) ab dem 10. Oktober 1809 - 2A. Robert Brown (DR) - 2B. William Milnor (F) - 2C. John Ross (DR) - 3A. Daniel Hiester (DR) - 3B. Robert Jenkins (F) - 3C. Matthias Richards (DR) - 4A. David Bard (DR) - 4B Robert Whitehill (DR) - 5. George Smith (DR) - 6. William Crawford (DR) - 7. John Rea (DR) - 8. William Findley (DR) - 9. John Smilie (DR) - 10. Aaron Lyle (DR) - 11 Samuel Smith (DR) Rhode Island Alle Abgeordneten wurden staatsweit gewählt. - Richard Jackson (F) - Elisha Reynolds Potter (F) South Carolina Acht Wahlbezirke - 1. Robert Marion (DR) bis zum 4. Oktober 1810 - Langdon Cheves (DR) ab dem 31. Dezember 1810 - 2. William Butler (DR) - 3. Robert Witherspoon (DR) - 4. John Taylor (DR) bis zum 30. Dezember 1810, danach Vakanz - 5. Richard Winn (DR) - 6. Joseph Calhoun (DR) - 7. Thomas Moore (DR) - 8. Lemuel J. Alston (DR) Tennessee Drei Wahlbezirke - 1. John Rhea (DR) - 2. Robert Weakley (DR) - 3. Pleasant Moorman Miller (DR) Vermont Vier Wahlkreise - 1. Samuel Shaw (DR) - 2. Jonathan Hatch Hubbard (F) - 3. William Chamberlain (F) - 4. Martin Chittenden (F) Virginia 22 Wahlbezirke - 1. John George Jackson (DR) bis zum 28. September 1810 - William McKinley (DR) ab dem 21. Dezember 1810 - 2. James Stephenson (F) - 3. John Smith (DR) - 4. Jacob Swoope (F) - 5. James Breckinridge (F) - 6. Daniel Sheffey (F) - 7. Joseph Lewis (F) - 8. Walter Jones (DR) - 9. John Love (DR) - 10. John Dawson (DR) - 11. John Roane (DR) - 12. Burwell Bassett (DR) - 13. William A. Burwell (DR) - 14. Matthew Clay (DR) - 15. John Randolph (DR) - 16. John Wayles Eppes (DR) - 17. Thomas Gholson (DR) - 18. Peterson Goodwyn (DR) - 19. Edwin Gray (DR) - 20. Thomas Newton (DR) - 21. Wilson Cary Nicholas (DR) bis zum 27. November 1809 - David S. Garland (DR) ab dem 17. Januar 1810 - 22. John Clopton (DR) |

Nicht stimmberechtigte Mitglieder im Repräsentantenhaus:
- George Poindexter Mississippi-Territorium
- Jonathan Jennings Indiana-Territorium ab dem 27. November 1809
- Julien de Lallande Poydras Orleans-Territorium